# Sārū Khān
Sārū Khān (persiska: سارو خان, Sarūkhān) är en ort i Iran.   Den ligger i provinsen Kermanshah, i den nordvästra delen av landet, 500 km väster om huvudstaden Teheran. Sārū Khān ligger 1 276 meter över havet och antalet invånare är 152.
Terrängen runt Sārū Khān är kuperad åt nordväst, men åt sydost är den platt. Sārū Khān ligger nere i en dal. Runt Sārū Khān är det ganska glesbefolkat, med 34 invånare per kvadratkilometer. Närmaste större samhälle är Javānrūd, 3,0 km nordost om Sārū Khān. Trakten runt Sārū Khān består till största delen av jordbruksmark.